# Seven de Canadá 2023
El Seven de Canadá 2023 fue el séptimo torneo de la Serie Mundial Masculina de Rugby 7 2022-23.
Se disputó en el Estadio BC Place de Vancouver, Canadá.

## Formato
Se dividen en cuatro grupos de cuatro equipos, cada grupo se resuelve con el sistema de todos contra todos a una sola ronda; la victoria otorga 3 puntos, el empate 2 y la derrota 1 punto.
Los dos equipos con más puntos en cada grupo avanzan a cuartos de final de la Copa. Los cuatro ganadores avanzan a semifinales de la Copa, y los cuatro perdedores a semifinales por el quinto puesto.
Los dos equipos con menos puntos en cada grupo jugaron la Challenge Trophy, definiendo en la misma el puesto final a ocupar en el torneo y los puntos correspondientes a tal mérito que suman para la tabla anual de la  Serie Mundial Masculina de Rugby 7 2022-23.

## Fase de grupos
|  | Avanzan a cuartos de final. |

### Grupo A
| Pos | Países         | Partidos | Partidos | Partidos | Tantos | Tantos | Tantos | Pts |
| Pos | Países         | G        | E        | P        | PF     | PC     | DP     | Pts |
| --- | -------------- | -------- | -------- | -------- | ------ | ------ | ------ | --- |
| 1   | Nueva Zelanda  | 3        | 0        | 0        | 109    | 12     | +97    | 9   |
| 2   | Estados Unidos | 1        | 1        | 1        | 33     | 83     | -50    | 6   |
| 3   | Samoa          | 1        | 0        | 2        | 48     | 73     | -25    | 5   |
| 4   | España         | 0        | 1        | 2        | 45     | 67     | -22    | 4   |

| 3 de marzo | Nueva Zelanda | 52 - 0 | Estados Unidos |  |  |

| 3 de marzo | Samoa | 31 - 19 | España |  |  |

| 3 de marzo | Samoa | 12 - 14 | Estados Unidos |  |  |

| 3 de marzo | Nueva Zelanda | 17 - 7 | España |  |  |

| 4 de marzo | España | 19 - 19 | Estados Unidos |  |  |

| 4 de marzo | Nueva Zelanda | 40 - 5 | Samoa |  |  |

### Grupo B
| Pos | Países    | Partidos | Partidos | Partidos | Tantos | Tantos | Tantos | Pts |
| Pos | Países    | G        | E        | P        | PF     | PC     | DP     | Pts |
| --- | --------- | -------- | -------- | -------- | ------ | ------ | ------ | --- |
| 1   | Argentina | 3        | 0        | 0        | 64     | 24     | +40    | 9   |
| 2   | Francia   | 1        | 1        | 1        | 77     | 36     | +41    | 6   |
| 3   | Sudáfrica | 1        | 1        | 1        | 59     | 43     | +16    | 6   |
| 4   | Japón     | 0        | 0        | 3        | 29     | 117    | -88    | 3   |

| 3 de marzo | Sudáfrica | 19 - 19 | Francia |  |  |

| 3 de marzo | Argentina | 31 - 12 | Japón |  |  |

| 3 de marzo | Sudáfrica | 40 - 12 | Japón |  |  |

| 3 de marzo | Argentina | 21 - 12 | Francia |  |  |

| 4 de marzo | Francia | 46 - 5 | Japón |  |  |

| 4 de marzo | Argentina | 12 - 0 | Sudáfrica |  |  |

### Grupo C
| Pos | Países       | Partidos | Partidos | Partidos | Tantos | Tantos | Tantos | Pts |
| Pos | Países       | G        | E        | P        | PF     | PC     | DP     | Pts |
| --- | ------------ | -------- | -------- | -------- | ------ | ------ | ------ | --- |
| 1   | Gran Bretaña | 2        | 0        | 1        | 86     | 43     | +43    | 7   |
| 2   | Fiyi         | 2        | 0        | 1        | 71     | 44     | +27    | 7   |
| 3   | Uruguay      | 2        | 0        | 1        | 43     | 78     | -35    | 7   |
| 4   | Kenia        | 0        | 0        | 3        | 43     | 78     | -35    | 3   |

| 3 de marzo | Gran Bretaña | 45 - 5 | Uruguay |  |  |

| 3 de marzo | Fiyi | 31 - 12 | Kenia |  |  |

| 3 de marzo | Gran Bretaña | 26 - 12 | Kenia |  |  |

| 3 de marzo | Fiyi | 14 - 17 | Uruguay |  |  |

| 4 de marzo | Uruguay | 21 - 19 | Kenia |  |  |

| 4 de marzo | Gran Bretaña | 15 - 26 | Fiyi |  |  |

### Grupo D
| Pos | Países    | Partidos | Partidos | Partidos | Tantos | Tantos | Tantos | Pts |
| Pos | Países    | G        | E        | P        | PF     | PC     | DP     | Pts |
| --- | --------- | -------- | -------- | -------- | ------ | ------ | ------ | --- |
| 1   | Irlanda   | 2        | 0        | 1        | 92     | 33     | +59    | 7   |
| 2   | Australia | 2        | 0        | 1        | 69     | 48     | +21    | 7   |
| 3   | Canadá    | 2        | 0        | 1        | 69     | 54     | +15    | 7   |
| 4   | Chile     | 0        | 0        | 3        | 26     | 121    | -95    | 3   |

| 3 de marzo | Irlanda | 35 - 5 | Canadá |  |  |

| 3 de marzo | Australia | 36 - 12 | Chile |  |  |

| 3 de marzo | Irlanda | 50 - 7 | Chile |  |  |

| 3 de marzo | Australia | 12 - 29 | Canadá |  |  |

| 4 de marzo | Canadá | 35 - 7 | Chile |  |  |

| 4 de marzo | Irlanda | 7 - 21 | Australia |  |  |

## Fase final

### Definición 13° puesto
|  | Semifinal | Semifinal | Semifinal |           |       | 13° puesto | 13° puesto | 13° puesto |  |
|  |           |           |           |           |       |            |            |            |  |
|  |           |           |           |           |       |            |            |            |  |
|  | Japón     | Japón     | 19        |           |       |            |            |            |  |
|  | Japón     | Japón     | 19        |           |       |            |            |            |  |
|  | Chile     | Chile     | 0         |           |       |            |            |            |  |
|  | Chile     | Chile     | 0         |           | Japón | Japón      | 5          |            |  |
|  |           |           |           |           | Japón | Japón      | 5          |            |  |
|  |           |           | Sudáfrica | Sudáfrica | 17    |            |            |            |  |
|  | Sudáfrica | Sudáfrica | Sudáfrica | Sudáfrica | 17    | 31         |            |            |  |
|  | Sudáfrica | Sudáfrica |           |           |       | 31         |            |            |  |
|  | Canadá    | Canadá    | 14        |           |       |            |            |            |  |
|  | Canadá    | Canadá    | 14        |           |       |            |            |            |  |
|  |           |           |           |           |       |            |            |            |  |

### Definición 9° puesto
|  | Cuartos de final | Cuartos de final | Cuartos de final |        |         | Semifinales | Semifinales | Semifinales |  |       | 9° puesto | 9° puesto | 9° puesto |  |
|  |                  |                  |                  |        |         |             |             |             |  |       |           |           |           |  |
|  |                  |                  |                  |        |         |             |             |             |  |       |           |           |           |  |
|  | Uruguay          | Uruguay          | 14               |        |         |             |             |             |  |       |           |           |           |  |
|  | Uruguay          | Uruguay          | 14               |        |         |             |             |             |  |       |           |           |           |  |
|  | Japón            | Japón            | 7                |        |         |             |             |             |  |       |           |           |           |  |
|  | Japón            | Japón            | 7                |        | Uruguay | Uruguay     | 7           |             |  |       |           |           |           |  |
|  |                  |                  |                  |        | Uruguay | Uruguay     | 7           |             |  |       |           |           |           |  |
|  |                  |                  | Samoa            | Samoa  | 38      |             |             |             |  |       |           |           |           |  |
|  | Samoa            | Samoa            | Samoa            | Samoa  | 38      | 28          |             |             |  |       |           |           |           |  |
|  | Samoa            | Samoa            |                  |        |         |             |             |             |  |       |           |           |           |  |
|  | Chile            | Chile            | 12               |        |         |             |             |             |  |       |           |           |           |  |
|  | Chile            | Chile            | 12               |        |         |             |             |             |  | Samoa | Samoa     | 35        |           |  |
|  |                  |                  |                  |        |         |             |             |             |  | Samoa | Samoa     | 35        |           |  |
|  |                  |                  | Kenia            | Kenia  | 17      |             |             |             |  |       |           |           |           |  |
|  | Sudáfrica        | Sudáfrica        | Kenia            | Kenia  | 17      | 12          |             |             |  |       |           |           |           |  |
|  | Sudáfrica        | Sudáfrica        |                  |        |         |             |             |             |  |       |           |           |           |  |
|  | Kenia            | Kenia            | 17               |        |         |             |             |             |  |       |           |           |           |  |
|  | Kenia            | Kenia            | 17               |        | Kenia   | Kenia       | 24          |             |  |       |           |           |           |  |
|  |                  |                  |                  |        | Kenia   | Kenia       | 24          |             |  |       |           |           |           |  |
|  |                  |                  | España           | España | 14      |             |             |             |  |       |           |           |           |  |
|  | Canadá           | Canadá           | España           | España | 14      | 14          |             |             |  |       |           |           |           |  |
|  | Canadá           | Canadá           |                  |        |         |             |             |             |  |       |           |           |           |  |
|  | España           | España           | 19               |        |         |             |             |             |  |       |           |           |           |  |
|  | España           | España           | 19               |        |         |             |             |             |  |       |           |           |           |  |
|  |                  |                  |                  |        |         |             |             |             |  |       |           |           |           |  |

### Definición 5° puesto
|  | Semifinal      | Semifinal      | Semifinal      |                |               | 5° puesto     | 5° puesto | 5° puesto |  |
|  |                |                |                |                |               |               |           |           |  |
|  |                |                |                |                |               |               |           |           |  |
|  | Gran Bretaña   | Gran Bretaña   | 5              |                |               |               |           |           |  |
|  | Gran Bretaña   | Gran Bretaña   | 5              |                |               |               |           |           |  |
|  | Nueva Zelanda  | Nueva Zelanda  | 19             |                |               |               |           |           |  |
|  | Nueva Zelanda  | Nueva Zelanda  | 19             |                | Nueva Zelanda | Nueva Zelanda | 50        |           |  |
|  |                |                |                |                | Nueva Zelanda | Nueva Zelanda | 50        |           |  |
|  |                |                | Estados Unidos | Estados Unidos | 7             |               |           |           |  |
|  | Fiyi           | Fiyi           | Estados Unidos | Estados Unidos | 7             | 19            |           |           |  |
|  | Fiyi           | Fiyi           |                |                |               | 19            |           |           |  |
|  | Estados Unidos | Estados Unidos | 24             |                |               |               |           |           |  |
|  | Estados Unidos | Estados Unidos | 24             |                |               |               |           |           |  |
|  |                |                |                |                |               |               |           |           |  |

### Copa de oro
|  | Cuartos de final | Cuartos de final | Cuartos de final |           |           | Semifinales | Semifinales | Semifinales |           |              | Copa         | Copa         | Copa |  |
|  |                  |                  |                  |           |           |             |             |             |           |              |              |              |      |  |
|  |                  |                  |                  |           |           |             |             |             |           |              |              |              |      |  |
|  | Gran Bretaña     | Gran Bretaña     | 7                |           |           |             |             |             |           |              |              |              |      |  |
|  | Gran Bretaña     | Gran Bretaña     | 7                |           |           |             |             |             |           |              |              |              |      |  |
|  | Francia          | Francia          | 15               |           |           |             |             |             |           |              |              |              |      |  |
|  | Francia          | Francia          | 15               |           | Francia   | Francia     | 26          |             |           |              |              |              |      |  |
|  |                  |                  |                  |           | Francia   | Francia     | 26          |             |           |              |              |              |      |  |
|  |                  |                  | Australia        | Australia | 12        |             |             |             |           |              |              |              |      |  |
|  | Nueva Zelanda    | Nueva Zelanda    | Australia        | Australia | 12        | 7           |             |             |           |              |              |              |      |  |
|  | Nueva Zelanda    | Nueva Zelanda    |                  |           |           |             |             |             |           |              |              |              |      |  |
|  | Australia        | Australia        | 17               |           |           |             |             |             |           |              |              |              |      |  |
|  | Australia        | Australia        | 17               |           |           |             |             |             |           | Francia      | Francia      | 21           |      |  |
|  |                  |                  |                  |           |           |             |             |             |           | Francia      | Francia      | 21           |      |  |
|  |                  |                  | Argentina        | Argentina | 33        |             |             |             |           |              |              |              |      |  |
|  | Argentina        | Argentina        | Argentina        | Argentina | 33        | 19          |             |             |           |              |              |              |      |  |
|  | Argentina        | Argentina        |                  |           |           |             |             |             |           |              |              |              |      |  |
|  | Fiyi             | Fiyi             | 14               |           |           |             |             |             |           |              |              |              |      |  |
|  | Fiyi             | Fiyi             | 14               |           | Argentina | Argentina   | 14          |             |           | Tercer lugar | Tercer lugar | Tercer lugar |      |  |
|  |                  |                  |                  |           | Argentina | Argentina   | 14          |             |           | Tercer lugar | Tercer lugar | Tercer lugar |      |  |
|  |                  |                  | Irlanda          | Irlanda   | 7         |             |             |             |           |              |              |              |      |  |
|  | Irlanda          | Irlanda          | Irlanda          | Irlanda   | 7         | 15          |             |             | Australia | Australia    | 20           |              |      |  |
|  | Irlanda          | Irlanda          |                  |           |           |             |             |             | Australia | Australia    | 20           |              |      |  |
|  | Estados Unidos   | Estados Unidos   | 10               |           |           |             |             |             |           |              | Irlanda      | Irlanda      | 5    |  |
|  | Estados Unidos   | Estados Unidos   | 10               |           |           |             |             |             |           |              | Irlanda      | Irlanda      | 5    |  |
|  |                  |                  |                  |           |           |             |             |             |           |              |              |              |      |  |

| Bandera de Argentina   |
| Campeón Argentina      |
| 2º título del circuito |